# Wolf Codera
Wolf-Gunther Codera  (* 12. Oktober 1961 in Bochum) ist ein deutscher Saxophonist und Klarinettist.

## Leben
Wolf Codera bekam mit elf Jahren seine erste Klarinette und erhielt Unterricht, später brachte er sich selbst das Saxophonspielen bei. Mit fünfzehn Jahren folgten erste Plattenaufnahmen, Konzerte als Solist in großen Orchestern und der Gewinn des Musikwettbewerbs „Jugend jazzt“ als Klarinettist. Nach Schulabschluss begann er ein Medizinstudium, das er jedoch wegen einer schweren Lungenerkrankung (Sarkoidose) abbrechen musste. Dann entschied er sich für die Musik als Profession.

## Erfindung
Da durch die Erkrankung der Lunge seine Atmung so eingeschränkt war, dass an Saxophon spielen nicht mehr zu denken war, entwickelte er ein Patent, die sogenannten „Reso-blade“ Scheiben. Statt der traditionellen Deckel wird beim Saxophon eine dünne Metallscheibe mit einem schmalen Dichtungsring aus speziellem Schaumstoff verwendet.
Dadurch schließen die Klappen dichter, lassen sich leichter bewegen, und es ist weniger Luft zum Spielen nötig.

## Projekte
Noch während seiner Erkrankung komponierte Codera Jingles für das Radio und Hintergrundmusik für das Fernsehen. Später arbeitete er als Musiklehrer, Studiomusiker, spielte in verschiedenen Bands und bei Tanzveranstaltungen.
1999 absolvierte er seine erste Tournee an der Seite der Klassik-Stars Anna Maria Kaufmann und Peter Hofmann.
Seit dieser Zeit steht er regelmäßig auf der Bühne, spielt Rock, Pop, Soul, aber auch klassische und geistliche Musik. Er realisiert eigene Projekte unter dem Namen „Codera goes ...“.
Intensiv beschäftigt sich Codera in jüngster Zeit mit meditativer und choraler Musik. Auf diese Weise entstand eine neue CD „Wolf Codera Goes Meditation“, die durch die Zusammenarbeit mit dem marokkanischen Percussionisten Rhani Krija (u. a. Sting) einen unverwechselbaren Stil erhielt, in dem fließende Sopransaxophonklänge zur Ruhe und Aktivität einladen.
Giora Feidman, ein bekannter Vertreter der Klezmer-Musik und Oscar-Preisträger (Filmmusik zu „Schindlers Liste“), war von dieser Produktion so angetan, dass er sich bereit erklärte, ein Konzert mit Codera und Krija zu geben und auch in der ARD-Sendung „Spiel mir das Lied vom Leben“ gemeinsam mit den beiden zu spielen.

## Session Possible
Die Idee zu "Session Possible" entstand während einer Deutschland-Tournee mit den „Stimmen aus dem Phantom der Oper“ – Peter Hofmann und Anna-Maria Kaufmann. Drei zum Tournee-Ensemble gehörende Musiker, Schlagzeuger Martin Stöck von Pur, TV-Total-Bassist Claus Fischer und Wolf Codera spielten in den Soundchecks nicht die Musical-Songs, sondern einfach das, wozu sie gerade Lust hatten. „So etwas sollte man auch vor Publikum machen“, überlegten sie sich: „mit Titeln, die die Musiker mögen, die aber auch das Publikum kennt.“ Daher wurde das Projekt „Session Possible“ gegründet; die Musiker treten unter anderem in Hattingen, Wuppertal, Solingen, Dortmund, Oberhausen und Herten auf.

## Diskographie
- CODERA QUIET PLACES LP (1987)
- CODERA QUIET PLACES CD (1990)
- CODERA LIVE-STYLE CD (1992)
- CODERA BUSY PEOPLE CD (1995)
- CODERA GOES CHRISTMAS CD (2002)
- CODERA GOES CHORAL CD (2003)
- WOLF CODERA GOES MEDITATION CD (2005)
- A new era in lounge music CODERAs Chill-In Zone Volume 1 CD (2007)
- WOLF CODERA GOES CHRISTMAS VOL. II CD (2009)
- luz del mar lounge volume one CODERAs Chill-In Zone CD pre edition (2009)